# 크리스티안 쿠에바
크리스티안 알베르토 쿠에바 브라보(스페인어: Christian Alberto Cueva Bravo, 1991년 11월 23일 ~ )는 짧게 크리스티안 쿠에바(스페인어: Christian Cueva)라고도 불리는 페루의 국가대표 축구 선수로, 포지션은 공격형 미드필더이다.

## 선수 경력

### 구단 경력
크리스티안 쿠에바는 2008년 페루의 클럽 우니베르시다드 산마르틴에서 프로 경력을 시작하였다. 2013년 칠레 프리메라 디비시온의 우니온 에스파뇰라로 이적하였다. 당해 여름에는 스페인의 클럽 라요 바예카노로 임대 이적을 떠나기도 했다. 2014년에는 알리안사 리마와 계약하며 페루로 복귀하였다. 2015년 7월 멕시코의 클럽 톨루카로 이적하였다.
2016년 6월 2일 크리스티안 쿠에바는 캄페오나투 브라질레이루 세리이 A의 클럽 상파울루 FC와 4년 계약을 맺었다.

### 국가대표 경력
크리스티안 쿠에바는 2011년 페루 축구 국가대표팀으로 처음 차출되었다. 2015년 코파 아메리카에 페루 선수단으로 합류하였으며, 브라질을 상대로 선제골을 기록하였다.

## 수상

### 개인
- 코파 아메리카 올해의 팀 : 2015
- 캄페오나투 파울리스타 올해의 팀 : 2017